# Белокуров, Пётр Алексеевич
Пётр Алексеевич Белокуров (10 марта 1906, деревня Печенька (ныне Торопецкого района Тверской области), Российская империя — 24 января 1951, Новосибирск, Советский Союз) — заместитель наводчика истребительно-противотанковой батареи 239-го стрелкового полка 27-й стрелковой дивизии, 19-й армии 2-го Белорусского фронта, полный кавалер ордена Славы, младший сержант.

## Биография
Родился в русской крестьянской семье. Получил начальное образование, до войны работал в колхозе. В рядах Красной Армии с 1941 года, в боях Великой Отечественной войны с самого начала, с июня 1941 года. Воевал на Карельском и 2-м Белорусском фронтах. Принимал участие в Петсамо-Киркинесской, Восточно-Померанской, Свирско-Петрозаводской операциях. Член ВКП(б) с 1944 года. В 1946 году был демобилизован, жил в Новосибирске, похоронен на Заельцовском кладбище.

### Награды
Награждён орденами Славы 1-й (15 мая 1946), 2-й (11 мая 1945) и 3-й (1 апреля 1945) степеней, медалью «За отвагу» (28 августа 1944).

### Память
Его имя увековечено на Аллее Героев у Монумента Славы в Новосибирске.